# Џа Морант
Теметријус Џамел Морант (енгл. Temetrius Jamel Morant; Далзeл, Јужна Каролина, 10. август 1999) амерички је кошаркаш. Игра на позицији плејмејкера, а тренутно наступа за Мемфис гризлисе. 
Играо је кошаркашку колеџ лигу за Државни универзитет Мареј, где је 2019. године проглашен за играча прве петорке као студент друге године. Касније је изабран за другог пика на НБА драфту 2019. године.
Морант је једини неозбиљно регрутован играч програма прве дивизије и био је нерангиран од стране службе за регрутацију; упркос свему томе 3 пута је именован за најбољег играча регије и зарадио је почасну награду у средњој школи Крествуд која се налази у Јужној Каролини. Као бруцош када је започео своју колеџ кошаркашку каријеру, одмах се видео напредак екипе државног универзитета Мареј, наиме Морант је добио награду за први тим конференције долине Охајо. Морант је имао продорну годину у својој 2. студентској сезони, када је проглашен за најбољег играча конференције и био је лидер по броју асистенција. Такође у својој другој колеџ сезони је постао једини играч у историји прве дивизије да бележи барем 20 поена и 10 асистенција по утакмици у индивидуалној сезони.

## Детињство и средња школа
Морант је рођен у Јужној Каролини. Његова мајка је била плејмејкер у средњој школи и играла је за универзитет, док је његов отац био саиграч Реју Алену и играо за универзитет Клефин. Након свог полупрофесионалног играња, Ти (отац) је разматрао да почне професионално да се бави. Међутим када је Џејми ( мајка) затруднела са Џаом, отац је напустио његову професионалну кошаркашку каријеру, остао код куће и касније постао фризер. Морант је тренирао у дворишту са својим оцем, који га је учио скок шутом и кораком уназад, купио је гуму од трактора на којој је Џа учио да скаче са меканим приземљењем. Током Џаовог детињства, он се често суочавао са старијим противницима, говорећи својој мајци „ Да се не плаши старије деце'' . Морант је играо у аматерском спортском округу за тим „Стршљена'' Јужне Каролине, то је био мали обичан тим који се налази у Колумбији, Јужна Каролина. Једне сезоне је био саиграч Зајону Вилијамсону, који је постао један од најбољих играча у његовој класи.
Морант је похађао средњу школу Крествуд у Сумтеру, Јужна Каролина. Порастао је за 8 cm (175-183) током прве три сезоне у кошаркашком тиму. Морант је завршио средњу школу као њихов најбољи скорер са 1679 поена и забележио је рекорд каријере од 47 поена против средње школе Сумптер. Током његове последње две сезоне у средњој школи, бележио је 27 поена, 8 скокова и 8 асистенција по мечу, чиме је добио награде обе године. Такође Морант је завршио средњу школу као 3 пута проглашен за најкориснијег играча регије. Није могао да закуца док није постао сениор. 

### Регрутовање
Морант је био нерангиран од стране службе за регрутацију ЕСПИЕН и странице „Ривали”. Једину понуду коју је добио од прве дивизије дошла је од Јужне Каролине. Морант је случајно препознат као потенциал у јулу 2016. године када је помоћни тренер универзитета „Мареј” Џејмс Кеин присуствовао кампу у нади да ће наћи играча који ће да се прикључи тиму. Док је тренер тражио сендвич, Кеин је приметио Моранта како игра баскет 3 на 3 у једној помоћној сали; био је импресиониран, касније је Кеин контактирао главног тренера Мета МекМона, који је убрзо Моранту понудио школарину. 3. септембра 2016. године Морант је потписао уговор да игра за универзитет Мареј за време вечере код Мекмона кући. Морантов отац је рекао да „Сваки родитељ жели да његово/њено дете игра за велики колеџ, али оно што је схватио је, да не треба ићи тамо где ти хоћеш да будеш, већ тамо где те други желе”. Такође касније Морант је добио још неке понуде од других универзитета као што су државни Универзитет Каролина, Вофорд...

## Универзитетска каријера

### Као бруцош
Новембра 2017., Морант је дебитовао за свој универзитет постигавши 7 поена уз 11 асистенција у победи против Универзитета Бресије  188-61. У децембру 2017. постигао је свој први дабл дабл учинак са 10 поена, 10 скокова и 6 асистенција у поразу против универзитета Сент Луис. Свој први трипл дабл забележио је крајем децембра исте године када је постигао 11 поена, 10 скокова и 14 асистенција у 80-52 победи против источног Илиноиса. Његов трипл дабл учинак је био тек други у историји школе, први коме је то пошло за руком био је Ајзек Мајлс 1984. године. Такође Морант је поставио рекорд по броју асистенција на једној утакмици, оборивши претходни рекорд Оубреј Ризија са 12 асистенција. У фебруару 2018. Морант је постигао 23 поена против универзитета југоисточног Мисурија. Након бројка од 12.7 поена, 6.5 скокова и 6.3 асистенција по утакмици, Морант је добио више награда. Његов учинак од 6.3 асистенција по мечу је био 14. на листи у целој нацији. Морант је постао тек 7. играч у бруцошкој сезони током периода од 25 година година коме је пошло за руком да забележи 150 асистенција, 150 скокова, и 10 блокада док шутира барем 42% из игре. У првој години, Морант и његов универзитет су напредовали на турниру прве дивизије након добијене награде шампиона конференције у победи против Белмота 68-51. Морант је постигао 15 поена, 5 асистенција и 5 скокова на том мечу. Ипак универзитет „Мареј” је изгубио наредну утакмицу у првој рунди против западне Вирџиније 85-68, иако је Морант убацио 14 поена.

### Друга година
На лето у другој години, Моранта су већ неки скаути регистровали. Он је био један од 20 позваних играча на камп који организује Крис Пол, којим је Морант био почаствован. Када је његова друга сезона почела, Морант је преузео улогу вође за његов колеџ, након одласка неких кључних играча. Морант је већ у првој утакмици нове сезоне постигао 26 поена и 11 асистенција у победи против универзитета „Рајт” 74-53. Морант је новембра 2018. забележио 29 поена, 13 скокова што је био његов рекорд сезоне и 12 асистенција у победи против Универзитета Мисури, чиме је Морант постао једини играч са више од једног трипл дабла. На следећој утакмици, постигао је рекорд сезоне по броју поена, 38 у поразу против Алабаме 78-72. Касније Морант је скоро био изгласан за топ 5 пикова на НБА драфту 2019., а у јануару 2019., барем један извор је прогнозирао Моранта као првог пика на драфту 2019. године. У то време, новинар журнала „Јахуа”, Пет Форд, је написао да је скоро извесно да ће Морант бити у првих 10 пикова на НБА драфту 2019. године након само две године проведене на колеџу.
Јануара 2019. године, Морант је именован за топ 25 играча за награду Џон Вудена. Истог дана, Морант је оборио рекорд школе са највише постигнутих асистенција на једној утакмици, са 18, док је и постигао 26 поена. Девет дана након овог достигнућа, Морант је поставио нови рекорд где је убацио 40 поена и имао 11 асистенција и 5 украдених лопти, шутирајући 21 од 21 са линије за слободна бацања. Такође, Морант је постао први мушки играч дивизије један у 20 година који је имао барем 40 поена, 10 асистенција и 5 украдених лопти на једној утакмици. У фебруару, Морант је постигао 28 поена и 7 асистенција у победи против универзитета „Тенеси Тек”  67-63. Оборио је школски рекорд по асистенцијама који је претходно поставио Чад Таунсенд од 212. У победи од 102-70 против источног Кентакија, Морант је постао 46. играч универзитета „Мареј” са 1000 поена.
На крају регуларне сезоне, Морант је проглашен за играча конференције, док је у првој дивизији био лидер по асистенцијама. Касније је добио награду за први амерички тим у САД. У марту у полуфиналу турнира конференције против Џексонвил државног универзитета, Морант је убацио 29 поена, уз постигнуту тројку за победу. Један дан касније, Морант је забележио 36 поена, 7 скокова и 3 асистенције у изненађујућој победи  77-65 против универзитета Белмонт, који су играли без њиховог најбољег играча. Моранту је то било довољно да буде проглашен за најкориснијег играча турнира. 21. марта у победи против петопласиране екипе „Маркет” у првој рунди на турниру прве дивизије, Морант је уписао 17 поена, 11 скокова и 16 асистенција. Тада је постао 8. играч да званично забележи трипл дабл у историји тог такмичења, и први играч након Дрејмонда Грина 2012. године. У другом колу, претрпели су тежак пораз од екипе државног универзитета Флориде. Током утакмице, Морант је поставио школске рекорде по броју асистенција и поена. Завршио је своју сезону просечно бележићи 24.5 поена, 5.7 скокова, 10 асистенција и 1.8 украдених лопти по мечу. Морант је такође и постао једини играч у историји прве дивизије да има барем 20 поена и 10 асистенција по утакмици у једној сезони.
Након пораза на турниру прве дивизије, Морант је истакао своју намеру да се опрости од универзитетске кошарке и пријавио се за НБА драфт 2019 године, где га је екипа Мемфис Гризлиса одабрала као 2. пика на том драфту. Касније током своје професионалне сезоне је одабран да игра на утакмици играча успона током ,,Ол-стар” викенда.

## Професионална каријера

### Мемфис гризлиси
Морант је изабран као 2. пик на драфту 2019. године. Почетком јула је потписао свој први професионални уговор са екипом Мемфис Гризлиса. У октобру прошле године је дебитовао у НБА лиги, почевши поразом од тима Мајами Хита, убацио је 14 поена, 4 скока и 4 асистенције уз још украдену лопту и рампу. Тренутно Морант је „руки” лидер по броју асистенција у лиги бележећи 6.9 уз шут из игре од 49%. Просечно уписује 17.6 поена по мечу уз једну украдену лопту.
Дана 9. фебруара 2020. године, Морант је постигао свој први трипл дабл у победи против екипе Вашингтон Визардса.

## Приватан живот
Џа има млађу сестру, Тенију, која је одрасла са њим играјући кошарку у дворишту. Морантов омиљени уметник је Лил Бејби. Морантове атлетске способности се често пореде са беком екипе Хјустон Рокетса Раселом Вестбруком, који је иначе и Морантов идол.
Морант и његова девојка, Кејкеј Диксон, добили су ћерку у августу 2019. године, којој су дали име Кари Џајдин Морант.

## Успеси

### Појединачни
- НБА ол-стар меч (2): 2022, 2023.
- Играч НБА који је највише напредовао (1): 2021/22.
- Идеални тим НБА — друга постава (1): 2021/22.
- НБА новајлија године: 2019/20.
- Идеални тим новајлија НБА — прва постава: 2019/20.